# Aviméta 121
Lo Aviméta 121  fu un aereo da bombardamento, caccia, ricognizione (BCR)  bimotore monoplano sviluppato dalla azienda aeronautica francese Société pour la Construction d'Avions Métallique  nella seconda metà degli anni venti del XX secolo e rimasto allo stadio di prototipo.

## Storia del progetto
La Aviméta (Société pour la Construction d'Avions Métallique) nacque come dipartimento aeronautico della fabbrica di armamenti Schneider-Creusot. nel 1926 l'Aéronauique Militaire emise la specifica 1926 BCR relativa ad aereo da combattimento multiruolo (BCR - Bombardement, Combat, Reconnaissance). Sia il telaio che il rivestimento ondulato dell'Aviméta 121 erano realizzati in Alferium, una lega di alluminio e ferro sviluppata da Schneider. Per la valutazione operativa nel 1927 vennero ordinati i prototipi dell'Avimeta 121, dell'Amiot 140, del Nieuport-Delage 53, del Breguet 410, del Blériot 137 e del Dyle et Bacalan DB-20.
Il velivolo sviluppato dalla Aviméta portava il numero progressivo 121 ed era simile al precedente Schneider 10M. Il nuovo velivolo aveva una fusoliera classica con una grande sezione trasversale dotata di grandi finestrature poste sotto l'ala da dove si poteva osservare il suolo.
I propulsori originariamente prescelti erano i radiali raffreddati ad aria Gnome et Rhône "Jupiter, sostituiti in fase di produzione dai Lorraine a dodici cilindri a forma di W, raffreddati a liquido eroganti la potenza di 450 CV ed azionanti eliche quadripala. Il prototipo dello Aviméta 121 BCR andò in volo per la prima volta nel corso del 1928 nella mani del collaudatore, sottufficiale Clément Moutonnier.
Oltre al modello base, l'azienda sviluppò varianti da ricognizione e aerosiluramento. Fu addirittura costruito un galleggiante lungo 8,20 metri,  e alto al redan 1,58 metri, con un peso di 320 kg e con volume di 6 m³. Secondo le limitate informazioni di cui disponiamo, il galleggiante avrebbe potuto sopportare un carico di 37 tonnellate senza deformarsi. Durante i collaudi il prototipo dello Aviméta 121 BCR si rivelò troppo grande, pesante e difficile da manovrare e, secondo alcune fonti, aveva seri problemi di vibrazione aeroelastica (flutter). Vincitore della competizione BCR fu proclamato l'Amiot 140.
Nel febbraio 1929, dopo una serie continua di fallimenti, l'Aviméta perse l'appoggio del gruppo industriale Schneider, cessò l'attività e dichiarò bancarotta.